# Provincia de Córdova
La provincia de Córdova fue una división administrativa y territorial de la República de la Nueva Granada, creada por medio de la ley del 16 de mayo de 1851 con los cantones del sur de la entonces provincia de Antioquia. La provincia existió hasta el 14 de abril de 1855, cuando fue suprimida y su territorio reintegrado a la provincia de Antioquia. Al constituirse el Estado Soberano de Antioquia en 1856, Córdova formó parte de él como una de sus divisiones administrativas. Su nombre fue dado en honor al ilustre neogranadino José María Córdova.

## Geografía

Provincias de Antioquia en 1851.

### Límites

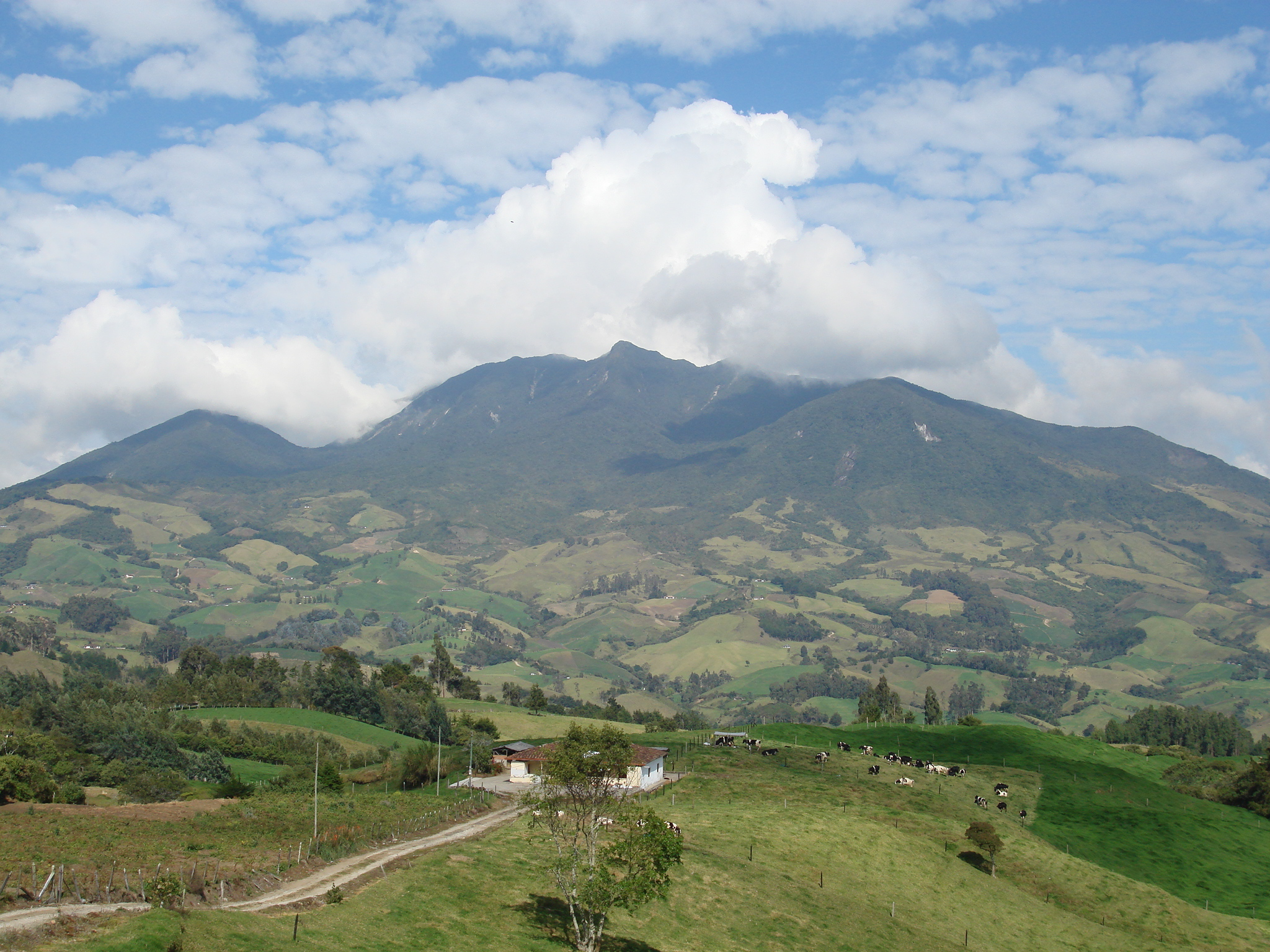
Páramo de Sonsón.

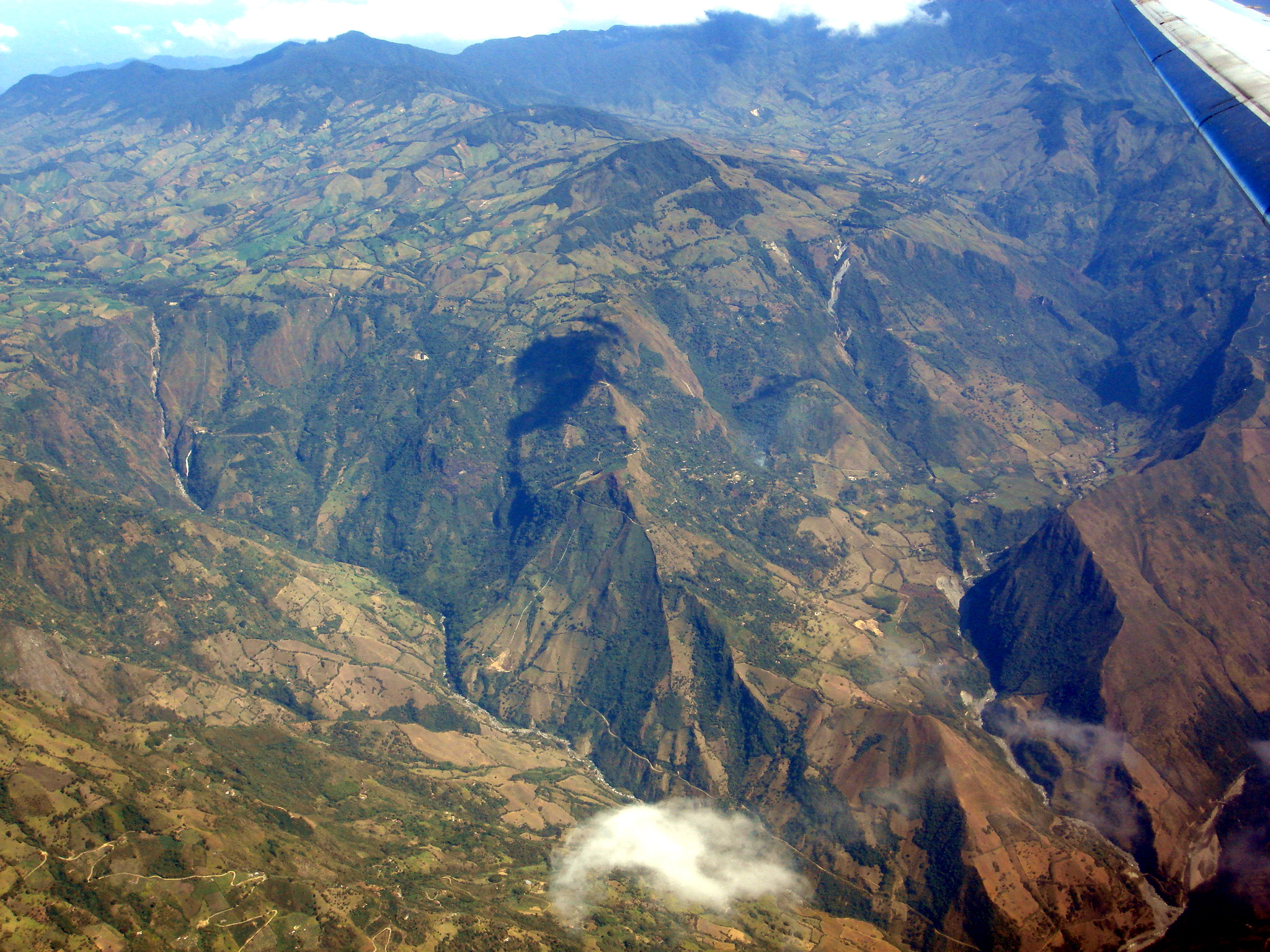
Río Arma.

Al momento de su erección, Córdova confinaba con las siguientes provincias (en el sentido de las agujas del reloj): Medellín, Mariquita y Cauca. Los límites entre provincias no estaban del todo claros pero Agustín Codazzi durante las expediciones que se llevaron a cabo durante la Comisión Corográfica (1850-1859) realizó una minuciosa descripción de los linderos, así como de la geografía, de la mayoría de las provincias que conformaban la República de la Nueva Granada.
A grandes rasgos, los límites que correspondían a la Provincia de Córdova en 1851 comenzaban en el punto que separa la bodega de San Cristóbal de la de Remolino, donde el Samaná Norte confluye con el Nare, y luego por la sierra que separa las aguas de ambos ríos; continuaba por los altos del Tigre y del Canelo hasta llegar a la boca de la quebrada La Mulata en el río Samaná, para seguir por este hasta su confluencia con el río La Miel y finalmente este, aguas arriba hasta su cabecera en el nevado del Ruiz. Finalmente partía desde allí hasta la cabeceras de la quebrada Azufral y del Chinchiná.
Seguía luego por el Chinchiná aguas abajo hasta su desembocadura en el Cauca, y por este aguas abajo hasta la desembocadura del río Poblanco; luego por este hasta su origen en la cumbre de la serranía, de la cual partía hasta la unión de las quebradas Ovejas y Pantanillo y de allí hasta la cabecera de la quebrada Magdalena. Continuaba por la cresta pasando por los altos Cardal y Cerrobravo hasta el origen de la quebrada San Pedro en la cordillera del valle de Medellín, y de aquí a la boca del río Santo Domingo en el Nare, para luego pasar por unos cerros hasta frente de la cabecera de la quebrada Orná, punto en el cual retornaba al río Nare.

### Aspecto físico
La provincia de Córdova comprendía lo que actualmente es la parte suroriental del departamento colombiano de Antioquia, así como la mayor parte del departamento de Caldas. Debido a que se encontraba inmersa dentro de la Cordillera Central, el territorio era bastante abrupto y quebradizo. A pesar de esta característica destacaba el altiplano de Oriente, lugar donde se encontraba la capital y era propicio para el cultivo de hortalizas y la cría de ganado vacuno.
Entre las cumbres de la cordillera se destacaba el Páramo de Sonsón, estrella hidrográfica de la provincia que surtía de agua a varios ríos de la región. Sin embargo uno de los principales ríos, que no nacía en este páramo, era el río Nare, que nace en las proximidades de Rionegro. Las selvas cubrían buena parte de la región oriental y sur de la provincia.

### División territorial

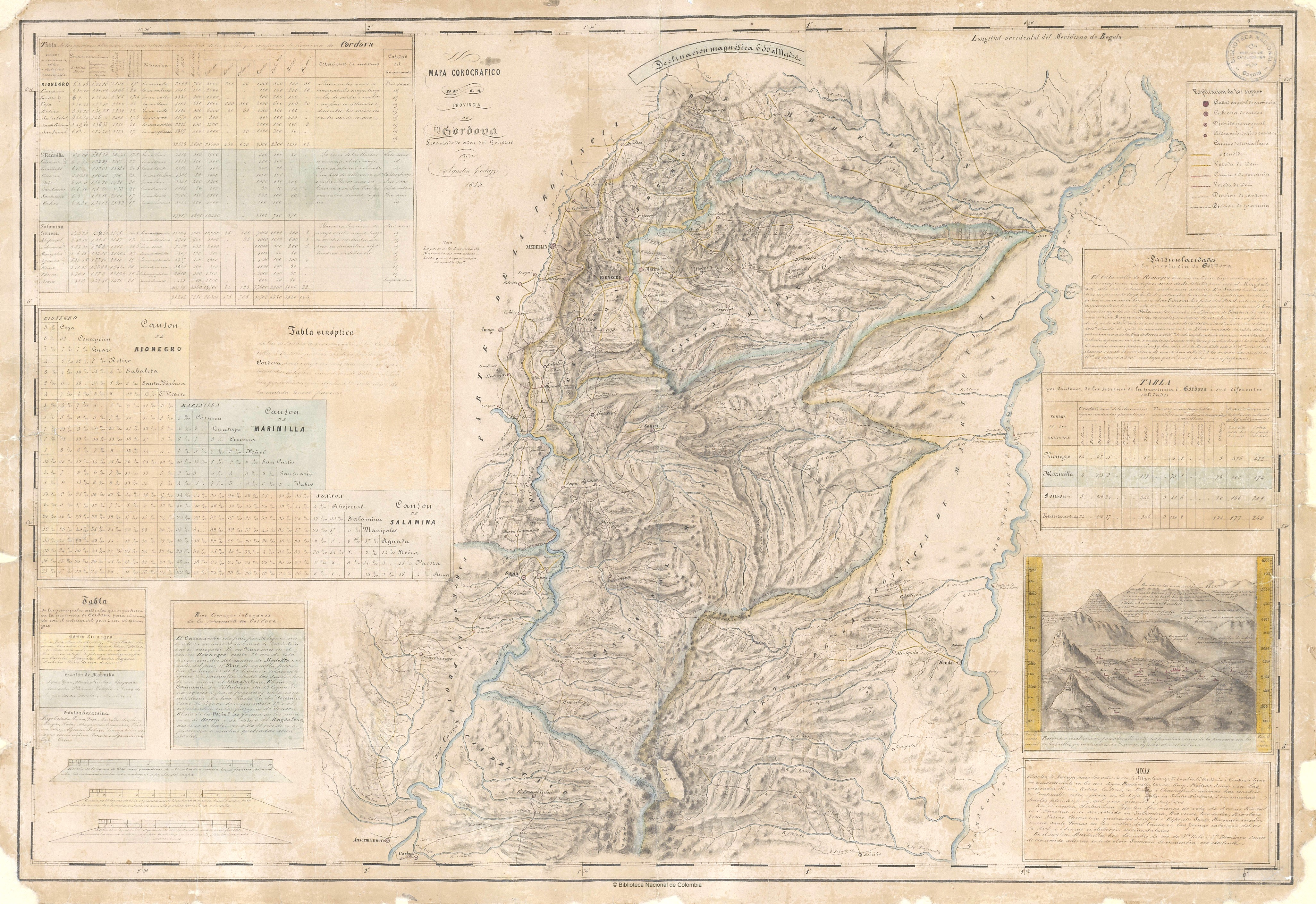
Mapa de la provincia de Córdova en 1852.

La provincia durante su existencia estuvo dividida en los cantones de Rionegro, Marinilla y Salamina. Todos ellos estaban divididos en distritos parroquiales y aldeas, de la siguiente manera:
- Cantón de Rionegro: Rionegro, La Ceja del Tambo, Concepción, Guarne, Retiro, Sabaletas, Santa Bárbara, Santo Domingo y San Vicente.
- Cantón de Marinilla: Marinilla, Canoas, Carmen, Cocorná, Guatapé, Peñol, San Carlos, Santuario y Vahos.
- Cantón de Salamina: Sonsón, Abejorral, Aguadas, Manizales, Neira, Pácora y Salamina

## Demografía
Según el censo de 1851, la provincia contaba con 90.841 habitantes, de los cuales 45.393 eran hombres y 45.448 eran mujeres.